# Nanogeoscienza
La nanogeoscienza è lo studio dei fenomeni su scala nanometrica relativi ai sistemi geologici. Prevalentemente, ciò si realizza tramite l'analisi delle nanoparticelle disperse nell'ambiente di dimensioni che oscillano da 1 a 100 nanometri. Altri campi di applicazione comprendono i materiali con almeno una dimensione limitata su scala nanometrica (per es. pellicole sottili, fluidi confinati) e il trasferimento di energia, di elettroni, di protoni, e della materia attraverso le interfacce ambientali.

## L'atmosfera
Man mano che la polvere entra sempre più nell'atmosfera a causa delle conseguenze delle attività umane (dagli effetti diretti, come il dilavamento del suolo e la desertificazione, fino a quelli indiretti, come il riscaldamento globale), diventa molto importante capire gli effetti delle polveri minerali sulla composizione del gas dell'atmosfera, le condizioni di formazione delle nuvole, e la forzatura radioattiva globale media (vale a dire, gli effetti di riscaldamento e raffreddamento).

## L'oceano
Gli oceanografi generalmente studiano le particelle di dimensioni che vanno da 0,2 micron in su, il che esclude dall'analisi una grande quantità di particelle nanometriche, con particolare riguardo ai meccanismi della loro formazione.

## I suoli
- Nanoscienza dei batteri d'acqua-roccia: Sebbene poco conosciuti, quasi tutti gli aspetti scientifici (processi sia geologici che biologici) di degradazione causati dagli agenti di atmosferici, dal suolo e dall'interazione acqua-roccia, sono inesorabilmente legati alla nanoscienza. All'interno della Terra in prossimità della superficie, i materiali che vengono decomposti, così come quelli che vengono prodotti, sono spesso su scala nanometrica. Inoltre, come le molecole organiche, semplici e complesse, così tutti i batteri e la flora e la fauna di suoli e rocce interagiscono con i componenti minerali presenti in processi quotidiani che si svolgono su scala nanometrica.
- Nanoscienza dei mezzi di trasporto di metalli: Sui terreni, i ricercatori studiano in che modo i minerali di nanodimensioni catturano elementi tossici come l'arsenico, il rame e il piombo dal suolo. Agevolare questo processo, tramite la bonifica dei terreni, è un'operazione complicata.

La nanogeoscienza è in una fase relativamente precoce di sviluppo. Le sue future applicazioni nel campo delle geoscienze includeranno la determinazione dell'identità, la distribuzione e le proprietà chimico inusuali delle particelle e/o pellicole nanometriche negli oceani, sui continenti e in atmosfera, e come condurre i processi della Terra in modi insoliti. Inoltre, la nanotecnologia potrebbe essere la chiave per sviluppare la prossima generazione di sistemi di rilevamento terrestri e ambientali.

## Stabilità dipendente dalla dimensione e reattività delle nanoparticelle
La nanogeoscienza si occupa di strutture, proprietà e comportamenti delle nanoparticelle nei suoli, nei sistemi acquatici e nell'atmosfera. Una delle principali caratteristiche delle nanoparticelle è la dipendenza della loro stabilità e reattività dalla loro dimensione. Ciò deriva dalla grande area di superficie specifica e dalle differenze nella struttura atomica della superficie delle nanoparticelle quando ci si viene a trovare in un campo dimensionale così piccolo. In generale, l'energia libera delle nanoparticelle è inversamente proporzionale alle loro dimensioni. Per i materiali che possono adottare due o più strutture, l'energia libera dipendente dalle dimensioni, a certe dimensioni, può causare crossover nella stabilità di fase di alcuni formati. La riduzione dell'energia libera porta alla crescita del cristallo (atomo per atomo o tramite attaccamento orientato,) che può condurre alla trasformazione di fase a causa del cambiamento della stabilità di fase relativa con l'aumento delle dimensioni. Questi processi intaccano la reattività di superficie e la mobilità delle nanoparticelle nei sistemi naturali.
Fenomeni dipendenti dalle dimensioni ben definite delle nanoparticelle comprendono
- L'inversione della stabilità di fase delle particelle massive (macroscopiche) di piccole dimensioni. Di solito, una fase massiva (bulk-phase) meno stabile a bassa temperatura (e/o a bassa pressione) diviene più stabile rispetto alla fase di massa stabile (bulk-stable) come la dimensione delle particelle scende al di sotto di una certa dimensione critica. Per esempio, l'anatasio massivo (TiO2) è metastabile rispetto al rutilo massivo (TiO2). Tuttavia, nell'aria, l'anatasio diventa più stabile del rutilo quando le dimensioni delle particelle scendono al di sotto dei 14 nm.[5] In modo similare, al di sotto di 1293 K, la wurtzite (ZnS) è meno stabile della sfalerite (ZnS). Nel vuoto, la wurtzite diventa più stabile della sfalerite quando le dimensioni granulometriche arrivano a meno di 7 nm alla temperatura di 300 K.[6] A dimensioni molto piccole, l'aggiunta di acqua alla superficie delle nanoparticelle di ZnS può indurre a un cambiamento nella loro struttura [7] e le interazioni superficie-superficie possono portare a una trasformazione strutturale reversibile sull'aggregazione/disgregazione [8].  Altri esempi di stabilità di fase dipendente dalla dimensione includono sistemi di Al2O3 [9], ZrO2 [10], C, CdS, BaTiO3, Fe2O3, Cr2O3, Mn2O3, Nb2O3, Y2O3, e Au-Sb.
- La cinetica della trasformazione di fase dipende dalla dimensione e le trasformazioni di solito si verificano a basse temperature (meno di diverse centinaia di gradi). In queste condizioni, i tassi di nucleazione di superficie e la nucleazione massiva (bulk) sono bassi a causa delle loro elevate energie di attivazione. Così, la trasformazione di fase avviene prevalentemente attraverso la nucleazione dell'interfaccia [11] la quale dipende dal contatto tra nanoparticelle. Di conseguenza, il tasso di trasformazione è il numero delle particelle dipendenti (dalla dimensione) e procede più velocemente nelle nanoparticelle densamente impacchettate (o altamente aggregate) che in quelle che lo sono di meno.[12] Nelle nanoparticelle spesso succede una complessa trasformazione di fase concomitante e un loro ingrossamento (coarsening).[13]
- L'adsorbimento dipendente dalla dimensione delle nanoparticelle [14][15] e l'ossidazione dei nanominerali [16].

Queste proprietà dipendenti dalla dimensione sottolineano l'importanza della granulometrica per quanto concerne la stabilità e la reattività della nanoparticella.